# 布斯 (阿拉巴馬州)
布斯（英語：Booth）是一個位於美國阿拉巴馬州奧陶加縣的非建制地區。該地的面積和人口皆未知。此地是以查爾斯·布斯和他的六個兒子命名的。

## 地理
布斯的座標為32°30′01″N 86°34′19″W / 32.500167°N 86.572000°W。其西北面為奧陶加縣的縣治普拉特維爾，而該地最高點為海拔高度86米（即282英尺）。此外，82號美國國道也穿越了布斯的一部份。